# Форни (Асти)
Форни је насеље у Италији у округу Асти, региону Пијемонт.
Према процени из 2011. у насељу је живело 43 становника. Насеље се налази на надморској висини од 239 м.